# Pfarrkirche Riedau

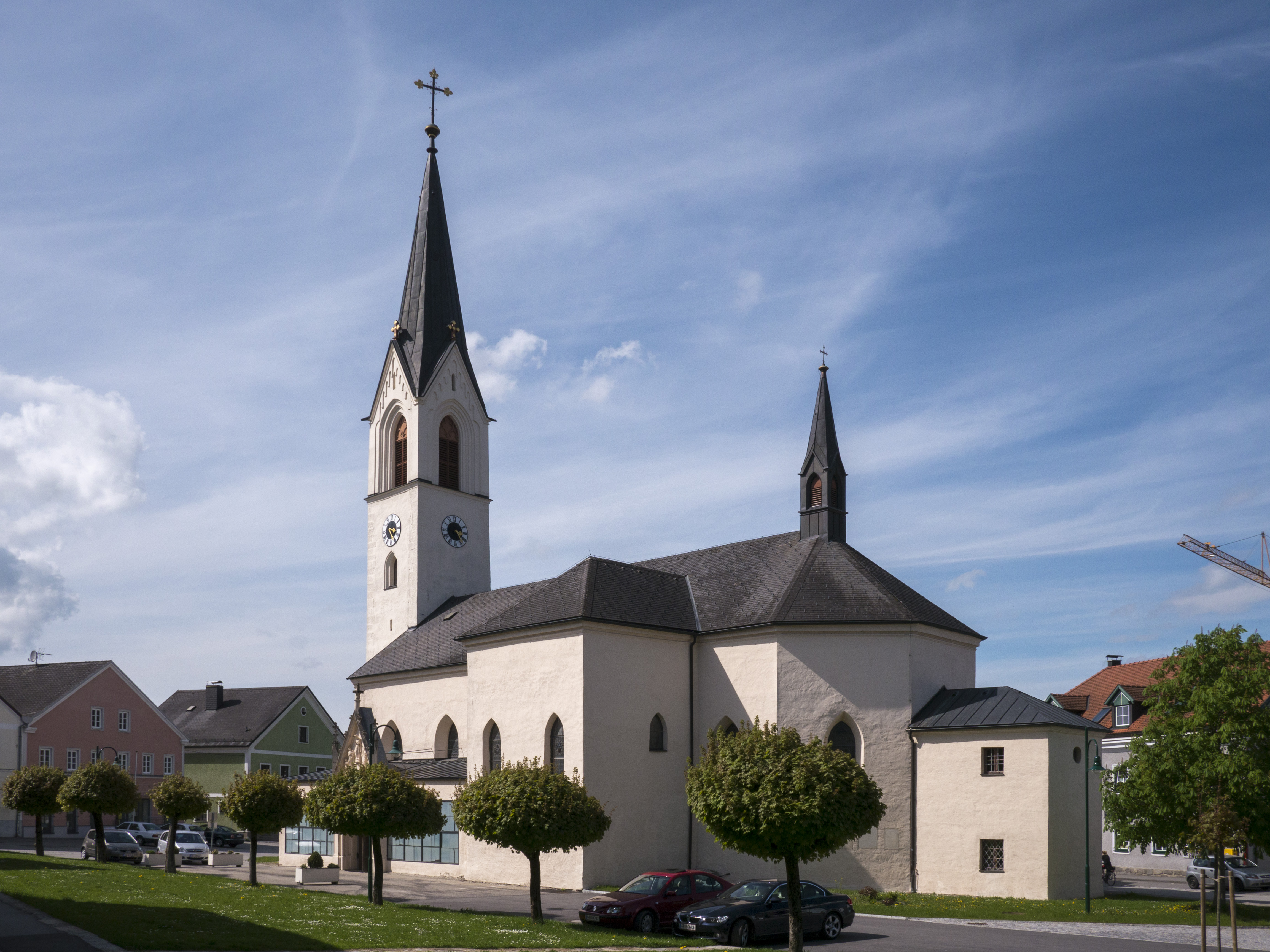
Kath. Pfarrkirche hl. Georg in Riedau

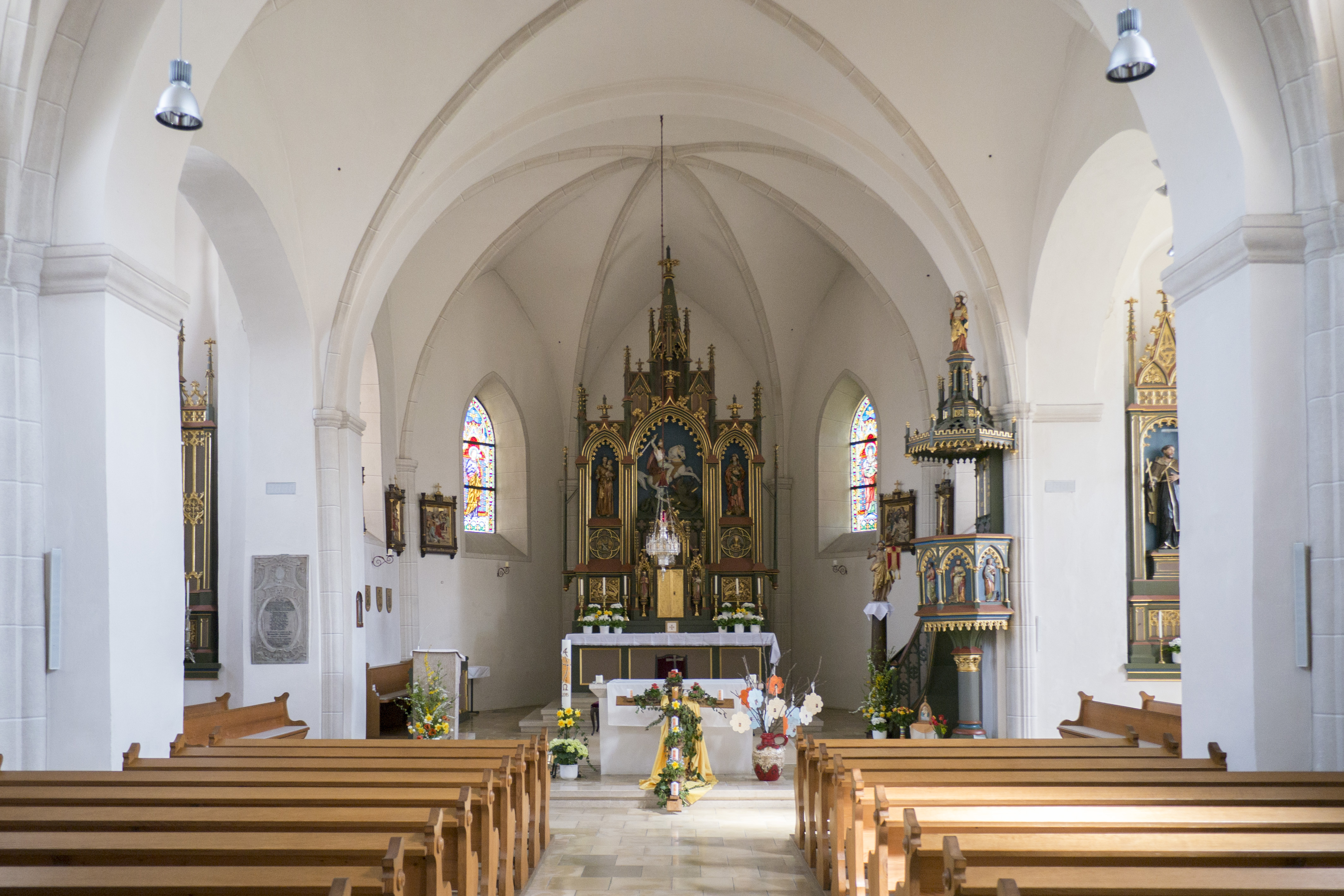
Vom Langhaus zum Chor

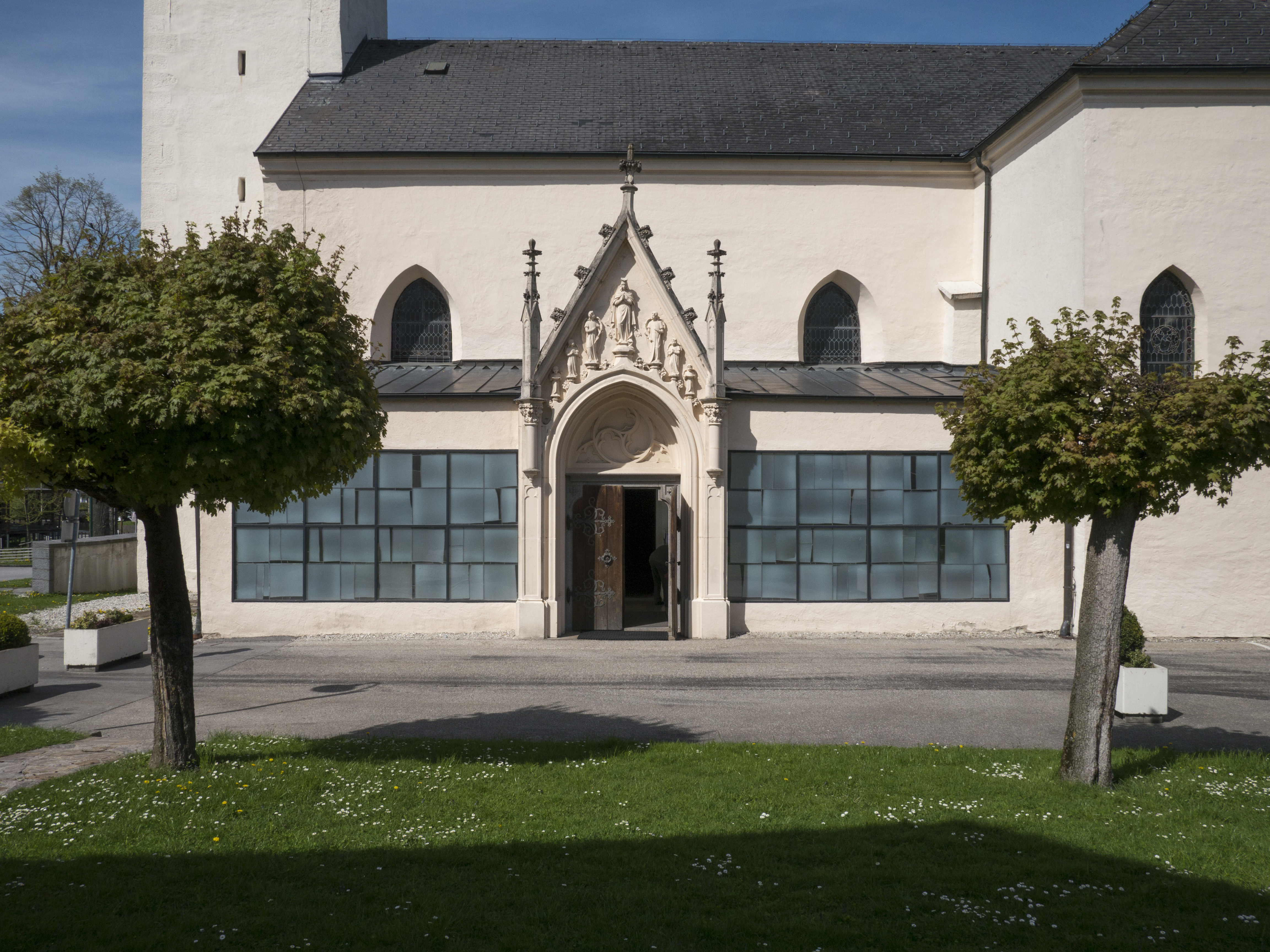
Eingangsportal

Die Pfarrkirche Riedau steht im Marktplatz im Ort Riedau in der Marktgemeinde Riedau in Oberösterreich. Die römisch-katholische Pfarrkirche hl. Georg gehört zum Dekanat Kallham in der Diözese Linz. Die Kirche steht unter Denkmalschutz.

## Geschichte
Eine Kirche wurde um 1316 urkundlich genannt. 

## Architektur
Der gotische Chor mit einem Fünfachtelschluss hat ein Kreuzrippengewölbe. Das gotische einschiffige vierjochige Langhaus hat ein Vierungsjoch mit einem Kreuzrippengewölbe und die westlichen Joche haben ein Netzrippengewölbe. Das Langhaus wurde im Ende des 16. Jahrhunderts baulich verändert und um 1635 zu beiden Seiten des östlichen Joches mit zwei Kapellen mit querschiffartiger Wirkung erweitert. An der äußeren Langhausnordseite über die drei westlichen Joche sind Arkaden mit toskanischen Säulen. Der Westturm mit einer gotischen Tür wurde 1611 nachgotisch vollendet und trägt einen neuen Spitzhelm.

## Ausstattung
Die Kirchenausstattung ist neugotisch. Die Hochaltarstatue hl. Georg schuf der Bildhauer Josef Rint (um 1861 bis 1863). Die Seitenaltäre tragen barocke Figuren aus der ersten Hälfte des 18. Jahrhunderts.
An der Westseite des Kirchturms befindet sich das von Hans Foschum im Jahre 1955 gestaltete Kriegerdenkmal.
Unter der Kirche befindet sich eine Gruft, in der früher Bestattungen vorgenommen wurden.
Neben der Pfarrkirche Riedau erinnert ein begehbares Denkmal in Form eines großen Metallwürfels an den Pfarrer und Mundartdichter Anton Reidinger, von ihm stammt das populäre Weihnachtslied Es wird scho glei dumpa stammt.